# IFK Sunne Fotboll
IFK Sunne Fotboll, IFK Sunnes fotbollsförening, grundades 1908 vilket gör klubben till en av Värmlands äldsta.
Första officiella matchen spelades mot IF Göta, Karlstad, men förlorades med 3-0.
För närvarande spelar klubbens första lag i div 4

## Historik

### 1910
Två år efter grundandet så startade IFK i Värmlandsmästerskapet och blev då i samma veva medlem i både Värmlands Fotbollsförbund samt Riksidrottsförbundet.
IFK:s allra första tävlingsmatch slutade med en 1-0-vinst mot Arvika Verdandisters IF.

### 1925
Detta året startades det Värmländska Seriesystemet (inte att förväxlas med Värmlandsmästerskapet). IFK Sunne placerades i Div 2 (uppskattningsvis Div 5 idag). Sunne vann tämligen överlägset och detta års lag räknas fortfarande som ett av de bästa i IFK:s historia.

### 1959-1966
Detta var Sunnes "glansdagar". Klubben var aldrig sämre placerad än 1:a i Div 3 (Motsvarande "Nya Div 1" idag). Man spelade även flera säsonger i Div 2 (Motsvarande Superettan) och Sunnefolket fick bland annat se "Nacka" Skoglund på Kolsvik då storlag som Hammarby IF och Djurgården IF kom på besök.
Publikrekordet under denna period var 3 960 betalande.

## Övrigt
Spelaren Johan Arneng är fostrad i klubben.
Spelaren Carl Nyström är fostrad i klubben.